# 코모도 국립공원
코모도 국립공원(Komodo National Park, Taman Nasional Komodo)은 인도네시아 소순다 열도의 국립공원이다. 행정 구역 상으로는 누사틍가라티무르주와 누사틍가라바랏주의 경계에 자리하고 있다. 코모도섬, 빠다르섬, 린짜섬의 주요 섬과 26개의 작은 섬으로 이뤄져 있다. 전체 면적은 1,733 km2로, 가장 큰 도마뱀인 코모도왕도마뱀의 서식지를 보호하기 위해서 1980년 지정되었다. 1991년에는 유네스코의 세계유산으로 지정되었다.

## 같이 보기
- 갈라파고스 제도
- 그레이트배리어리프
- 발데스반도